# 토미 (영화)
토미(Tommy)는 영국에서 제작된 켄 러셀 감독의 1975년 뮤지컬, 드라마, 판타지 영화이다. 올리버 리드 등이 주연으로 출연하였고 켄 러셀 등이 제작에 참여하였다.

## 출연

### 주연
- 올리버 리드
- 앤 마그렛
- 로저 돌트리

### 조연
- 엘튼 존
- 에릭 클랩튼
- 존 엔트위슬
- 키스 문
- 폴 니콜라스
- 잭 니콜슨

## 제작진
- 협력프로듀서: 해리 벤
- 미술: 존 클락
- 의상: 셜리 러셀